# Rasław
Racsław, Racław, Ratsław, Recsław, Recław, Retsław, Resław, Rasław – staropolskie formy skrócone od imion męskich Radosław lub Racisław.
Żeńskie odpowiedniki: Racsława, Racława, Ratsława, Recsława, Recława, Retsława, Rasława.